# نيلي مونتيل
نيلي مونتيل (بالإسبانية: Nelly Montiel)‏ هي ممثلة أرجنتينية، ولدت في 1919 في الأرجنتين، وتوفيت في 14 سبتمبر 1951 بأكابولكو في المكسيك بسبب حادث مرور.

## وصلات خارجية
- نيلي مونتيل على موقع IMDb (الإنجليزية)
- نيلي مونتيل على موقع قاعدة بيانات الفيلم (الإنجليزية)